# Aleksander Żyliński (lekkoatleta)
Aleksander Żyliński – polski lekkoatleta, specjalizujący się w biegach sprinterskich.

## Osiągnięcia
- Mistrzostwa Polski seniorów w lekkoatletyce[1]
  - Wilno 1936 – srebrny medal w biegu na 200 m

- Halowe mistrzostwa Polski seniorów w lekkoatletyce
  - Olsztyn 1948 – brązowy medal w sztafecie 4 × 50 m